# Aydın Polatçı
Aydın Polatçı est un lutteur turc spécialiste de la lutte libre né le 15 mai 1977 à Istanbul.

## Biographie
Lors des Jeux olympiques d'été de 2004 se tenant à Athènes, il remporte la médaille de bronze en combattant dans la catégorie des -120 kg.